# Sofia Taloni
Sofia Taloni, ou Soufia Taloni, née Naoufal Moussa (en arabe : صوفيا طالوني), née le 27 avril 1983 à Al Hoceïma, est une blogueuse[réf. souhaitée], influenceuse et vidéaste web marocaine transgenre.
En 2020, elle se fait connaître par l'organisation d'une campagne massive d'outing de l'orientation sexuelle d'hommes gays marocains, alors que l'homosexualité est un délit passible de trois ans de prison au Maroc, après avoir été injuriée en raison de son orientation sexuelle.

## Biographie
Sofia Taloni, de son nom de naissance Naoufal Moussa, est née le 27 avril 1983 dans une famille aisée à Al Hoceïma, de parents marocains. Elle passe toute sa jeunesse au Maroc. À 19 ans, elle suit à Rabat des études à l'université[réf. souhaitée].
Transgenre, elle se rend en Turquie en 2019 pour effectuer des opérations de chirurgie esthétique de féminisation et une chirurgie de réattribution sexuelle[réf. souhaitée]. Elle vit depuis lors en Turquie, où elle travaille dans le cosmétique[Depuis quand ?].

## Carrière sur les réseaux sociaux
Sofia Taloni a lancé deux concepts populaires sur Youtube #24for24, ayant cumulé plus de 5 millions de vues[réf. nécessaire]. Elle s'y entretient avec des personnalités célèbres ou avec des personnes ordinaires[réf. souhaitée].
Sofia Talouni fait partie des personnalités influenceuses les plus connus au Maroc ; ses vidéos sont en arabe marocain. Elle a été « érigée en star » par les réseaux sociaux. Son compte Instagram certifié est suivi par plus de 600 000 personnes jusqu'à sa suspension en avril 2020.

## Affaire Sofia Taloni
En avril 2020, Sofia Taloni appelle publiquement ses fans à la dénonciation d'homosexuels marocains,,,,, lors d'une diffusion en direct sur Instagram,. Son compte Instagram est alors suspendu. Elle présente des excuses par la suite, son intention ayant été, selon elle, d'aider à la normalisation de l'homosexualité,, mais un doute sur sa sincérité subsiste,. L'affaire est d'autant plus grave que l'homosexualité est illégale au Maroc, les personnes concernées risquant jusqu'à trois ans de détention (contrairement à la Turquie où réside la blogueuse).
Selon le New York Times, Sofia Taloni venait d'être injuriée en raison de son identité de genre quand, dans un mouvement de rage, elle a publié l'incitation à dénoncer des homosexuels, dont les effets furent dévastateurs et prolongés.
Selon le sociologue Khalid Mouna qui s'exprime dans Libération, Sofia Taloni essaie d'infliger aux personnes LGBT l'exclusion qu'elle a elle-même subie (notamment de la part de sa famille). Il souligne le fait qu'« elle adopte les codes de ses propres détracteurs ».
Faisant retour sur cette affaire en 2021 dans une étude sur les représentations de l'identité de genre au Maroc, Anne M. Montgomery et Abderrahim El Habachi attribuent à Sofia Talouni la volonté d'« exposer l'hypocrisie de la société marocaine en démasquant des centaines de personnes » homosexuelles. « Elle a dit aux femmes de télécharger des applications de rencontre pour hommes homosexuels (comme Grindr et PlanetRomeo) et de rechercher des personnes qu'elles connaissaient ». En 24 heures, près de 150 000 comptes ont été créés au Maroc. Près de 100 personnes ont été identifiées comme homosexuelles. Certaines ont dû abandonner leur domicile et l'une d'elles s'est suicidée. L'application Grindr alerte les homosexuels marocains du risque d'outing auquel ils s'exposent en utilisant cette application au vu de cette campagne.
Ce scandale a fait l'objet d'un débat public au Maroc, et a été le point de départ de campagnes de sensibilisation sous la forme notamment de débats lives « Ajiw N'hadro »  (« Il est temps d'en parler ») organisés par le collectif des « Hors-la-loi du Maroc ». 
La police marocaine a ouvert une enquête pour « incitation à la haine et à la discrimination » à la suite de ces révélations d'informations sur la vie privée.
En 2021, en réaction à l'outing de personnes LGBT auquel avait appelé Sofia Taloni, paraît un livre de témoignages concernant les discriminations et les violences que ces personnes subissent, intitulé L'Amour fait loi, aux Éditions Le Sélénite.  
En 2021, Sofia Taloni dépose une plainte pour tentative d'homicide à son encontre après un cambriolage ; le site afrik.com émet l'hypothèse d'un règlement de comptes en rapport avec l'affaire de 2020.
En 2022, plusieurs sites marocains relaient sa prise de position jugée paradoxale en faveur d'un prédicateur musulman qui critiquait le fait de représenter positivement dans une série télévisée une catégorie de femmes marginalisées, les danseuses et les chanteuses parfois à la limite de la prostitution appelées chikhat,,.